# Sava Barcianu-Popovici
Sava Barcianu-Popovici (n. 1814, Rășinari, Sibiu – d. 24 martie 1879, Rășinari) a fost un preot ortodox, profesor și un om politic român, membru corespondent (din 1869) al Academiei Române.
A fost tatăl lui Daniel Popovici Barcianu. După studiile teologice efectuate la Sibiu a funcționat ca preot militar în armata austriacă.

## Opere
- Adunare de istorii morale alese (traducere, 2 vol.), Sibiiu 1846–48 (reed. sub titlul Culegere de istorioare morale, Sibiiu 1876),
- Epistolariu, Sibiiu 1847,
- Kurzgefasstes Conversations- und Wörterbuch der deutschen und romänischen Sprache, Hermannstadt [Sibiu] 1852,
- Gramatica românească, 1853,
- Gramatica germană, 1854,
- Sabbas Popovici Barcianu, Theoretisch-practische Grammatik der romänischen Sprache, Hermannstadt 1858 (reed. 1862),
- Vocabulariu român-nemțiescu, 1868,
- Sabbas Popovici Barcianu, Wörterbuch der romänischen und deutschen Sprache, Hermannstadt 1886,
- Sabbas Popovici Barcianu, Dicționar român-german și german-român, Sibiiu 1888.